# Traugott Roser
Traugott Roser (* 21. August 1964 in Pappenheim) ist ein deutscher evangelischer Theologe, Pfarrer und Hochschullehrer. Er war Seelsorger in der Palliativmedizin an der Klinik der LMU München und hatte dort, gemeinsam mit Eckhard Frick, die erste Professur für Spiritual Care in Deutschland inne. Seit 2013 ist er Professor für Praktische Theologie an der Universität Münster.

## Leben
Traugott Roser ist der Sohn des Pfarrers und CSU-Politikers Hans Roser. Nach dem Studium der Theologie in Erlangen, München sowie am Lutheran Theological Seminary at Gettysburg, Pa. (USA), wo er den Abschluss Master of Arts in Religion (M.A.R.) erwarb, arbeitete Traugott Roser als Vikar in Dorfen in Oberbayern. Er promovierte 1996 bei Trutz Rendtorff in München, bei ihm arbeitete er auch als Assistent.
Im Anschluss war er drei Jahre als Gemeindepfarrer in München tätig, als Wissenschaftlicher Assistent bei Michael Schibilsky und teilzeitlich als Leiter der Koordinationsstelle Medizinethik der Evangelisch-Lutherischen Kirche in Bayern bis ins Jahr 2004.
Dann übernahm er gemeinsam mit Thomas Hagen das Projekt „Seelsorge in der Palliativmedizin“ am Universitätsklinikum der LMU München.
Auslandsaufenthalte führten ihn an das Center for Clinical Bioethics der Georgetown University (USA) und die McGill University in Montreal.
2010 wurde Roser gemeinsam mit Eckhard Frick auf die Stiftungsprofessur für Spiritual Care an die Medizinische Fakultät der LMU München berufen (bewilligt vom Stifterverband für die Deutsche Wissenschaft). Dies war die erste Professur dieser Art im deutschen Sprachraum, eingerichtet in Kooperation mit der Evangelisch-Theologischen und der Katholisch-Theologischen Fakultät. Nach Rosers Wechsel 2013 an die Universität Münster wurde seine halbe Stelle mit Niels Christian Hvidt besetzt.
Daneben war Roser von 2010 bis 2013 im Augustinum München-Neufriedenheim als Seelsorger und als Beauftragter für die Implementierung von Palliativversorgung an den Wohnstiften der Augustinum-Gruppe tätig.
Seit 1. März 2013 ist er Professor für Praktische Theologie an der Universität Münster, seit 3. Juli auch Universitätsprediger dort. Als Studiengangsverantwortlicher initiierte Roser den deutschlandweit ersten Masterstudiengang Spiritual Care M.A., der im Wintersemester 2024/25 startet.
Sein erster Lebenspartner starb 1993. Von 2002 bis 2006 lebte er bis zu dem Tod seines Partners in einer eingetragenen Lebenspartnerschaft. 2009 ging er erneut eine eingetragene Lebenspartnerschaft ein. 
2019 unternahm Roser während eines Forschungsfreisemesters die Pilgerreise auf dem Jakobsweg nach Santiago de Compostela und verfasste einen Pilgerbericht.

## Mitarbeit in Gremien, Verbänden, sowie in besonderen Ämtern und Funktionen
- Urlaubsseelsorger der EKD und Kurseelsorger am Kneippkurhaus Christliches Hospiz[7]
- Assoziiertes Mitglied der Deutschen Gesellschaft für Pastoralpsychologie (DGfP)
- Gesellschaft für wissenschaftliche Theologie
- Deutsche Gesellschaft für Palliativmedizin
- Internationale Gesellschaft für Gesundheit und Spiritualität, IGGS (Gründungsmitglied)
- Mitglied des Bayerischen Ethikrats (2020–2023)
- Mitglied der Ethikkommission der Landesärztekammer Westfalen-Lippe
- Mitglied der Ständigen Kommission für Seelsorge beim Rat der EKD (seit 2010)
- Mitglied der Liturgischen Konferenz der EKD
- Mitglied im Theologischen Ausschuss der Union Evangelischer Kirchen (seit 2017)
- Mitglied des Forschungsnetzwerks European Research Institute for Chaplaincy in Healthcare
- Stellvertretender Vorsitzender des Stiftungsrates der Bayerischen Stiftung Hospiz (2009–2014)
- Vertreter des Lutherischen Weltbunds bei der Konferenz anlässlich der Charta der Weltreligionen für das Recht von Kindern auf Palliativversorgung, Rom 2015

## Auszeichnungen
- Verleihung des Wichernpreises 2021, Sonderpreis
- Anerkennungs- und Förderpreis für Ambulante Palliativversorgung 2014

## Forschungsschwerpunkte
- Spiritual Care und Seelsorge (Habilitation 2006 über Spiritual Care)
- Palliative Care und Hospizbewegung
- Trauer: Sexualität und Trauer / Gender und Trauer
- Praktische Theologie als Deutekunst
- Queere Praktische Theologie (DFG-Projekt „Queer im Pfarrhaus“ 2021–2024)
- Pilgern als spirituelle Praxis
- Religion und Film
- Lebenskunst (Im Leitungskreis des DFG-Netzwerk Theologische Lebenskunst)
- Projekt der Deutschen Bibelgesellschaft „Exegese für die Predigt“ (Leitung: Eve-Marie Becker)

## Werke

### Publikationen in Buchform (Auswahl)
- Protestantismus und soziale Marktwirtschaft. Eine Studie am Beispiel Franz Böhms (= Entwürfe, Band 6). Dissertation. Universität München 1996. Münster 1998, ISBN 3-8258-3445-X.
- Spiritual care. Ethische, organisationale und spirituelle Aspekte der Krankenhausseelsorge. Ein praktisch-theologischer Zugang (= Münchner Reihe Palliative Care, Band 3). Geleitwort von Eberhard Schockenhoff. (Habilitationsschrift, 2., erweiterte und aktualisierte  Auflage 2017), Kohlhammer, ISBN 978-3-17-021439-2.
- mit Eckhard Frick (Hrsg.): Spiritualität und Medizin. Gemeinsame Sorge um den kranken Menschen (= Münchner Reihe Palliative Care, Band 4). 2. Auflage Stuttgart 2011, ISBN 978-3-17-027487-7.
- Sexualität in Zeiten der Trauer. Wenn die Sehnsucht bleibt, Göttingen: V&R 2014 (Edition LeidFaden).
- mit Margit Gratz: Spiritual Care in Qualifizierungskursen für nicht-seelsorgliche Berufe. Grundsätze der Deutschen Gesellschaft für Palliativmedizin, Stuttgart: Kohlhammer 2019.
- ¡Hola! bei Kilometer 410. Mit allen Sinnen auf dem Jakobsweg, Göttingen: V&R 2021.
- mit Norbert Mucksch: Männer trauern als Männer. Praxisbuch für eine genderbewusste Trauerbegleitung, Göttingen: V&R 2023 (Edition LeidFaden).

### Herausgeberschaften von Fachzeitschriften
Zeitschrift für Palliativmedizin, Spiritual Care (Zeitschrift der IGGS) und Zeitschrift für Pastoraltheologie.

### Beiträge in Sammelwerken
- Christliche Gewißheiten ohne Kraft? Gedanken zur bleibenden Rolle der Kirche für eine Gesellschaft nach dem Scheitern der Utopien. In: Gedanken zur Zeit. Festschrift für Karl Schneider, Mannheim 1997, S. 21–29.
- Die Aufgabe kirchlicher Begleitung in der Transplantationsmedizin. Ein diakonietheoretischer Entwurf. In: Elisabeth Hildt (Hrsg.), Barbara Hepp (Hrsg.), Organtransplantationen: Heteronome Effekte in der Medizin, Stuttgart, Leipzig 2000, S. 107–119.
- Ethik in der Krankenhausseelsorge. Neue Herausforderungen der Seelsorgelehre. In: Roger J. Busch (Hrsg.), Nikolaus Knoepffler (Hrsg.), Grenzen überschreiten. Festschrift zum 70. Geburtstag von Trutz Rendtorff, München 2001, ISBN 3-89675-865-9, S. 77–89.
- Vier Biogramme: Hans Freiherr von Berlepsch, Franz Böhm, Walter Rauschenbusch, Adolph Wagner. In: ESL Neuausgabe, Stuttgart, Berlin, Köln 2001.
- Ein Engel an der leeren Wiege. Seelsorgerliche Begleitung bei Fehlgeburt, Totgeburt und plötzlichem Säuglingstod. Eine Handreichung. Hrsg. Evang.-Luth. Kirche in Bayern, München 2002.[8]
- Lola rennt – oder: Drei vergebliche Versuche über Eindeutigkeit. In: Martin Laube (Hrsg.), Himmel – Hölle – Hollywood. Religiöse Valenzen im Film der Gegenwart (= Symbol – Mythos – Medien, Band 1), Münster, Hamburg, London 2002, ISBN 3-8258-5567-8.
- Gentechnik aus theologischer Sicht. In: esg Gießen (Hrsg.), Ethik in der Medizin (Giessener Hochschulgespräche & Hochschulpredigten der ESG), Gießen 2002, S. 58–68.
- mit R. Zitt: Vom Monolog zum Dialog – von sozialer Tat zu sozialer Ordnung: Historisches zu Beziehung zwischen Theologie und Ökonomie. In: Daniel Dietzfelbinger (Hrsg.), Jochen Teuffel (Hrsg.), Heils-Ökonomie?. Zum Zusammenwirken von Kirche und Wirtschaft, Gütersloh 2002, ISBN 3-579-05304-3, S. 15–45.
- mit D. Gebhard: Menschenwürde in der Diakonie. In: Michael Schibilsky, R. Zitt (Hrsg.): Theologie und Diakonie. Gütersloh 2004, S. 217–241.
- Inszenierte Kommunikation. Vorsorgeverfügungen für Menschen mit Demenz aus theologisch-anthropologischer Perspektive. In: Christoph Meier (Hrsg.), Gian Domenico Borasio (Hrsg.), Klaus Kutzer (Hrsg.), Patientenverfügung. Ausdruck der Selbstbestimmung – Auftrag zur Fürsorge (= Münchner Reihe Palliative Care, Band 1), Stuttgart 2005, ISBN 978-3-17-018928-7, S. 45–55.

### Aufsätze
- Lebenssättigung als Programm. Praktisch-theologische Überlegungen zu Seelsorge und Liturgie an der Grenze, in: ZThK 109 (2012), 397-414.
- Assistierter Suizid als Ritualersatz?, in: Spiritual Care 5 (2016:3), 221-224.
- Könnte es von Bedeutung sein, in der Seelsorge von Gott zu reden? Und wenn ja, wie? Und wenn nicht, was dann?, in: Wege zum Menschen 70, 132-147.
- Präsenz als Währung der Seelsorge, in: ZPTh 41 (2), 41-54.
- Kann denn Trösten Lüge sein?: Eine Rekonstruktion der Fundamentalkritik in Henning Lu-thers Schrift „Lügen der Tröster“, in: Spiritual Care 11 (1), 2022, 19-24. https://doi.org/10.1515/spircare-2021-0084.
- Mit Spannungen leben: Die Ausbildung von Berufsidentität im Pfarramt in der Spannung zwischen „vocatio interna“ und „vocatio externa“ am Beispiel gleichgeschlechtlicher Partnerschaft, in: Kerygma u. Dogma, 68 (2), 126–142.
- Als Fan von Abba verfasste Roser in der Teitschrift „kult!“ eine Reihe mit Einzeldarstellungen der vier Mitglieder von Abba: Kult! Ausgaben 22 (2020) bis 25 (2022).

### Lexikonartikel
- Artikel Schwarzhaupt, Elisabeth. In: RGG4 VII, 2004, 1054.
- mit Nikolaus Knoepffler: Artikel Essen, Trinken, Hungern, Fasten: Katholizismus/Protestantismus. In: M. Klöcker (Hrsg.), U. Tworuschka (Hrsg.), Ethik der Weltreligionen. Ein Handbuch, Darmstadt 2005, S. 99–103.
- Artikel Gesundheit, Krankheit: Katholizismus/Protestantismus. In: M. Klöcker (Hrsg.), U. Tworuschka (Hrsg.), Ethik der Weltreligionen. Ein Handbuch, Darmstadt 2005, S. 137–140.

### Herausgeberschaften
- Franz Böhm: Entmachtung durch Wettbewerb. (= Walter Eucken Archiv – Reihe Zweite Aufklärung, Band), Münster 2003.
- Mitglied der Schriftleitung der Münchner Reihe Palliative Care (1. Band 2005, 2. Bd. 2006, zwei Bände/Jahr)

### Predigten / Predigtmeditationen
- Beiträge zum 9. Sonntag nach Trinitatis 2001/2002/2003, in E. Domay (Hrsg.), Lesepredigten, Gütersloh 2003.
- Erinnern ist nicht genug – Predigt zu Joh 14,1-6, in: PUK, Heft 6, 154. Jahrgang, 2015, S. 758–4760.

### Interviews, Rundfunk- und Fernsehbeiträge, kleinere Zeitschriftenbeiträge
- Drei Staffeln von „Auf ein Wort“ im Kirchenfunk des Bayerischen Rundfunks, 2003, 2004, 2005.
- Zahlreiche Interviews für die Redaktion Kirchenfunk des Bayerischen Rundfunks zu medizinethischen und palliativmedizinischen Themen.
- Interview für eine ZDF-Dokumentation zur Ausstellung „Körperwelten“ des Instituts für Plastination (Sendetermin Herbst 2003).
- Würdig leben bis zuletzt? Gastkolumne in: Bayernkurier Nr. 26 (24. Juni 2004), 2.
- Hässliches Ende. Terri Schiavos Tod war bestimmt vom Streit der Angehörigen, in: die Kirche. Evangelische Wochenzeitung 15/2005 (10. April 2005), 2.
- Interview in Chrismon 10/2005, 21: „Die Kunst des Beistehens: Wie man mit den Angehörigen von Schwerkranken umgeht“.
- Resilienz im Golf von Mexiko (Verkündigungssendung) – 4. November 2010. Auf ein Wort mit Traugott Roser.
- Schäm dich! Die verschwiegene Seite der Trauer. In: Leidfaden, 2. Jahrgang, Heft 2, 2013, S. 23–28.

## Rezensionen zu Werken von Traugott Roser (in Auswahl)
- Christian Fleck, Rezension vom 29. Dezember 2012 zu: Eckhard Frick (Hrsg.), Traugott Roser (Hrsg.), Spiritualität und Medizin. Gemeinsame Sorge um den kranken Menschen. Kohlhammer Verlag (Stuttgart) 2009, ISBN 978-3-17-020574-1, (= Münchner Reihe Palliative Care, Band 4), in: socialnet Rezensionen, ISSN 2190-9245, (online).
- Christian Fleck, Rezension vom 29.06.2016 zu: Thomas Hagen, Traugott Roser, Hermann Reigber, Bernadette Fittkau-Tönnesmann: Qualifizierungskurs Palliative Care für Seelsorgende. Curriculum und Einführung. Kohlhammer Verlag (Stuttgart) 2010. ISBN 978-3-17-021705-8, in: socialnet Rezensionen, ISSN 2190-9245, (online).